# Ludwig Christian Hesse
Ludwig Christian Hesse, né à Darmstadt le 8 novembre 1716 et mort le 15 septembre 1772 dans la même ville, est un gambiste et compositeur allemand de musique classique.

## Biographie
Ludwig Christian Hesse reçoit ses premières leçons de musique de son père Ernst Christian et de sa mère, la chanteuse Johanna Elisabeth, née Doebricht. 
Il étudie d'abord le droit à l'université de Halle et est, à partir de 1738, musicien de chambre et avocat du gouvernement au service de la cour de Darmstadt sous le landgrave mélomane Ernest-Louis de Hesse-Darmstadt.
Après la mort de ce dernier en 1739 et l'arrivée au pouvoir du "comte chasseur" Louis VIII, les conditions se détériorent pour la musique de cour, si bien que Hesse demande à son ancien ami d'études Auguste-Guillaume de Prusse de servir d'intermédiaire. Celui-ci le fait venir à la chapelle de la cour de Berlin en 1741, peu après le début du règne de Frédéric II. Hesse y occupe plusieurs postes de premier plan. À la chapelle de la cour, il est l'égal de son collègue Carl Philipp Emanuel Bach en tant que musicien de chambre royal et gambiste. Il est admis à la chapelle de l'opéra et travaille pour le prince Auguste-Guillaume dans sa chapelle en tant que premier violon et conseiller. 
Ludwig Christian Hesse reste à Berlin jusqu'à la mort du prince en 1759 ; selon d'autres sources, il aurait encore été membre de la chapelle de la cour jusqu'en 1766 et aurait servi de musicien à l'héritier du trône Frédéric-Guillaume II. 
Ensuite, Hesse, qui était resté célibataire et sans enfant toute sa vie, retourne à Darmstadt.

## Œuvre
Comme son père, Ludwig Christian Hesse jouissait d'une excellente réputation de virtuose de la viole de gambe. Son collègue Carl Philipp Emanuel Bach appréciait son jeu et lui écrivit plusieurs œuvres techniquement exigeantes, entre autres les sonates pour violon seul Wq 136/137. 
En tant que compositeur, Hesse créa surtout des arrangements de pièces d'opéra contemporaines pour une ou deux violes, parfois avec accompagnement de basse continue.

## Enregistrements
- Feuer und Bravour, musique de viole de gambe de Ludwig Christian Hesse, Christoph Schaffrath et Johann Gottlieb Graun, par l'ensemble Musicke & Mirth (Ramée, 2008)